# BMW M8 GTE
BMW M8 GTE는 BMW M8 (F92)를 베이스로 제작된 레이스카이다. 2016년 말에 개발되어 2018년 시즌 동안 IMSA WeatherTech 스포츠카 챔피언십 및 FIA WEC에서 경쟁적으로 데뷔했으며, 6년만에 BMW 모터스포트가 르망 24시간 복귀를 기록하였다.2017년 9월 12일 독일 프랑크푸르트 모터쇼에서 공개되었다.

## 기술적인 특징

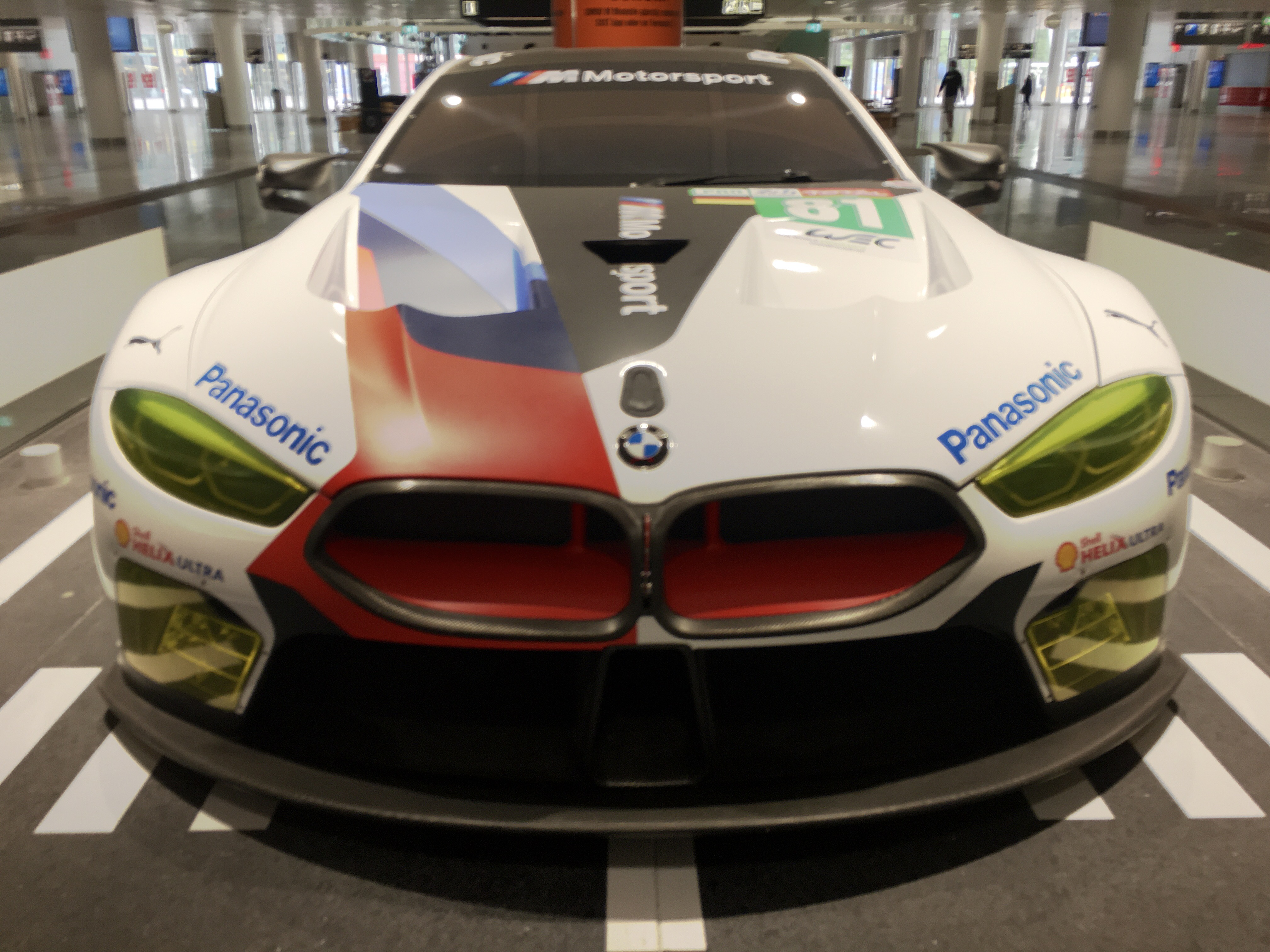
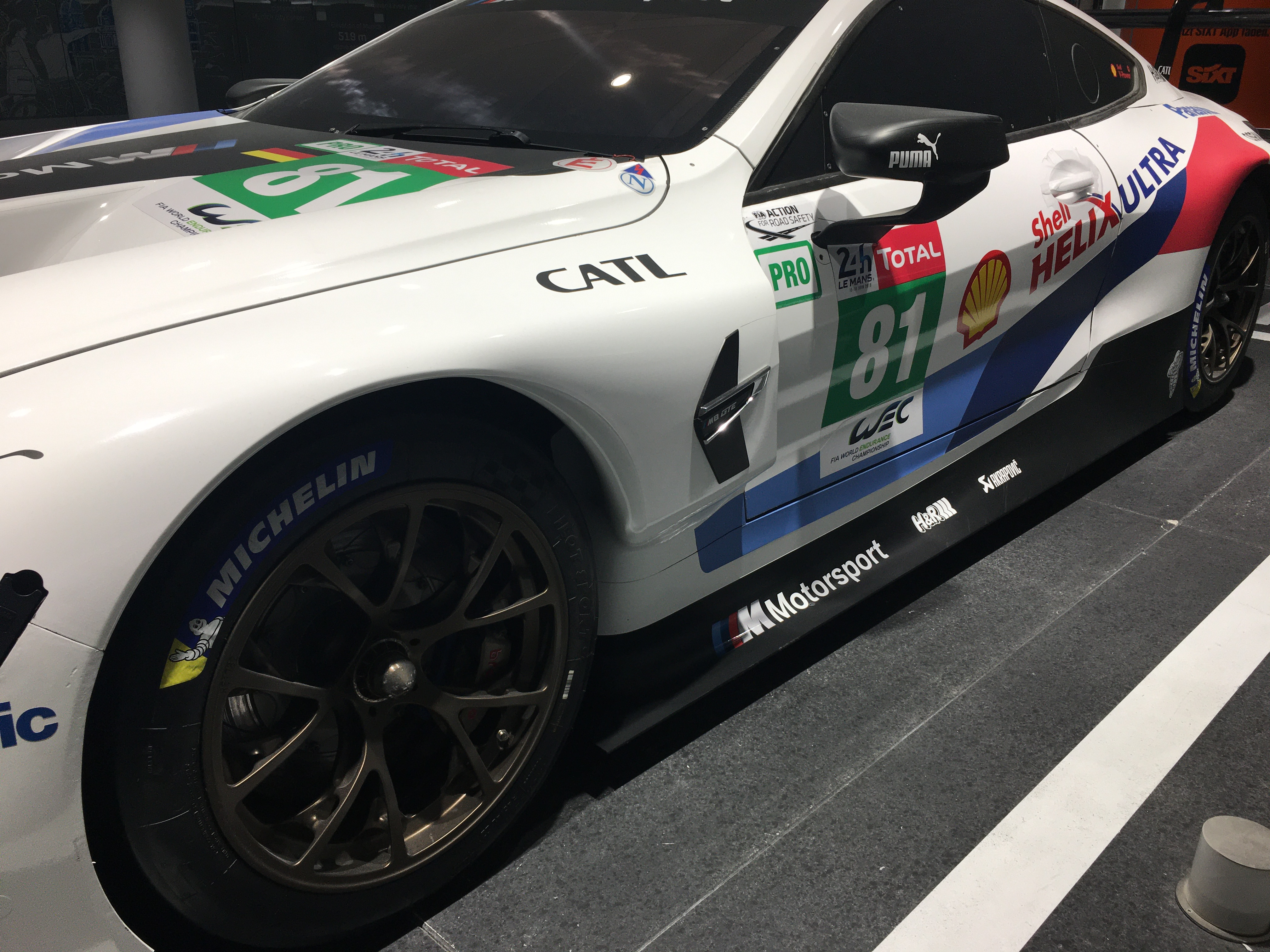
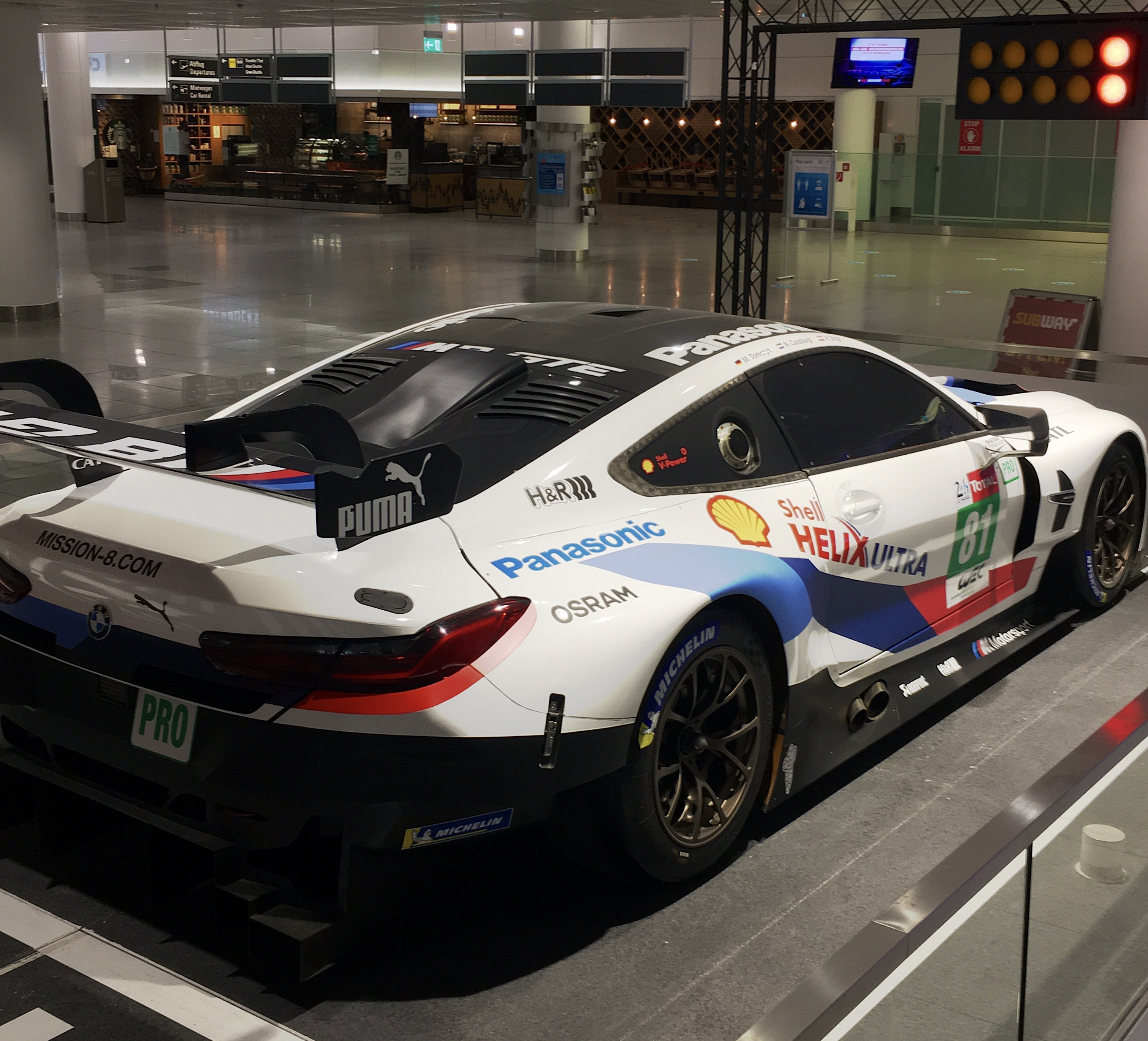
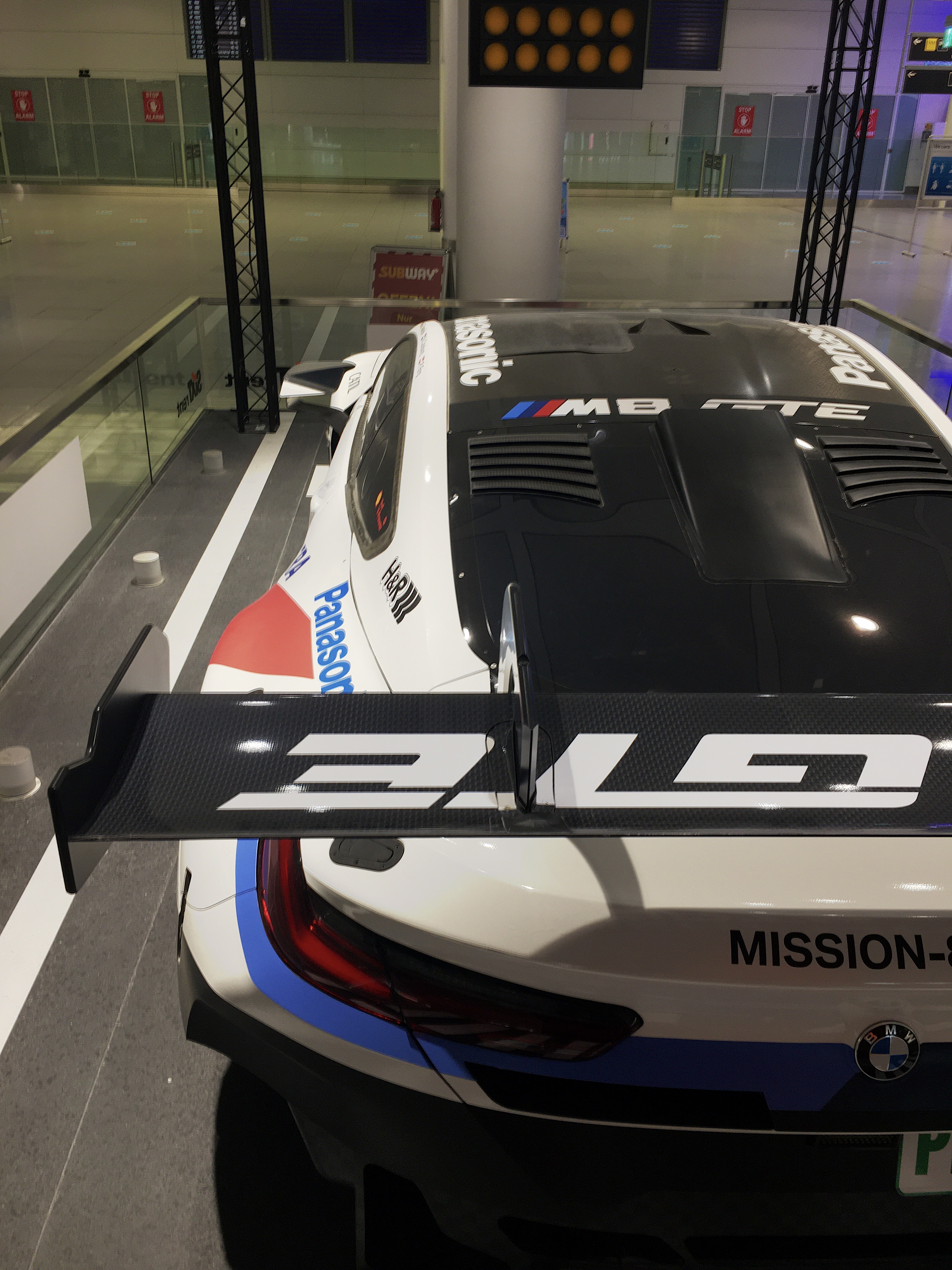
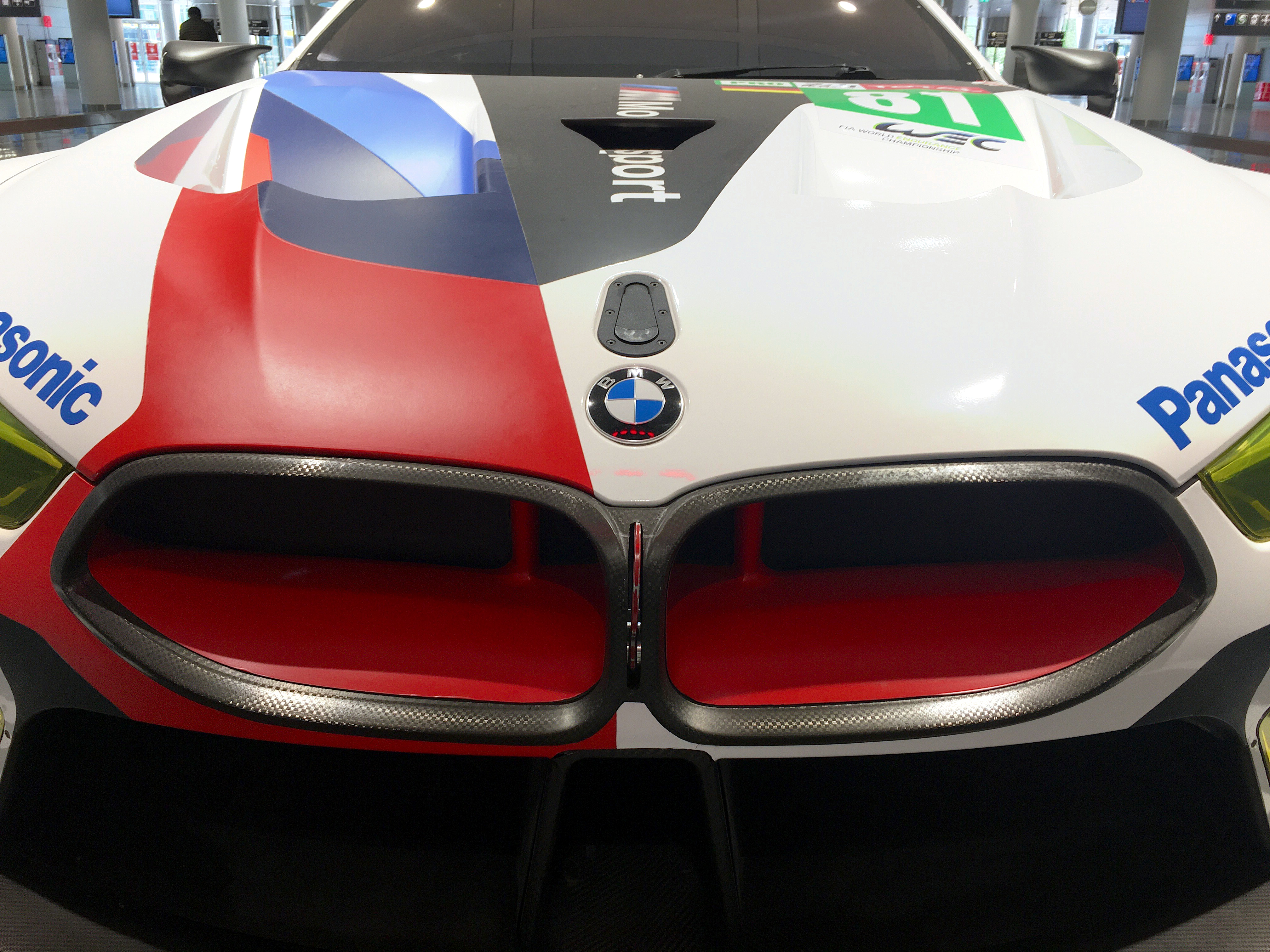
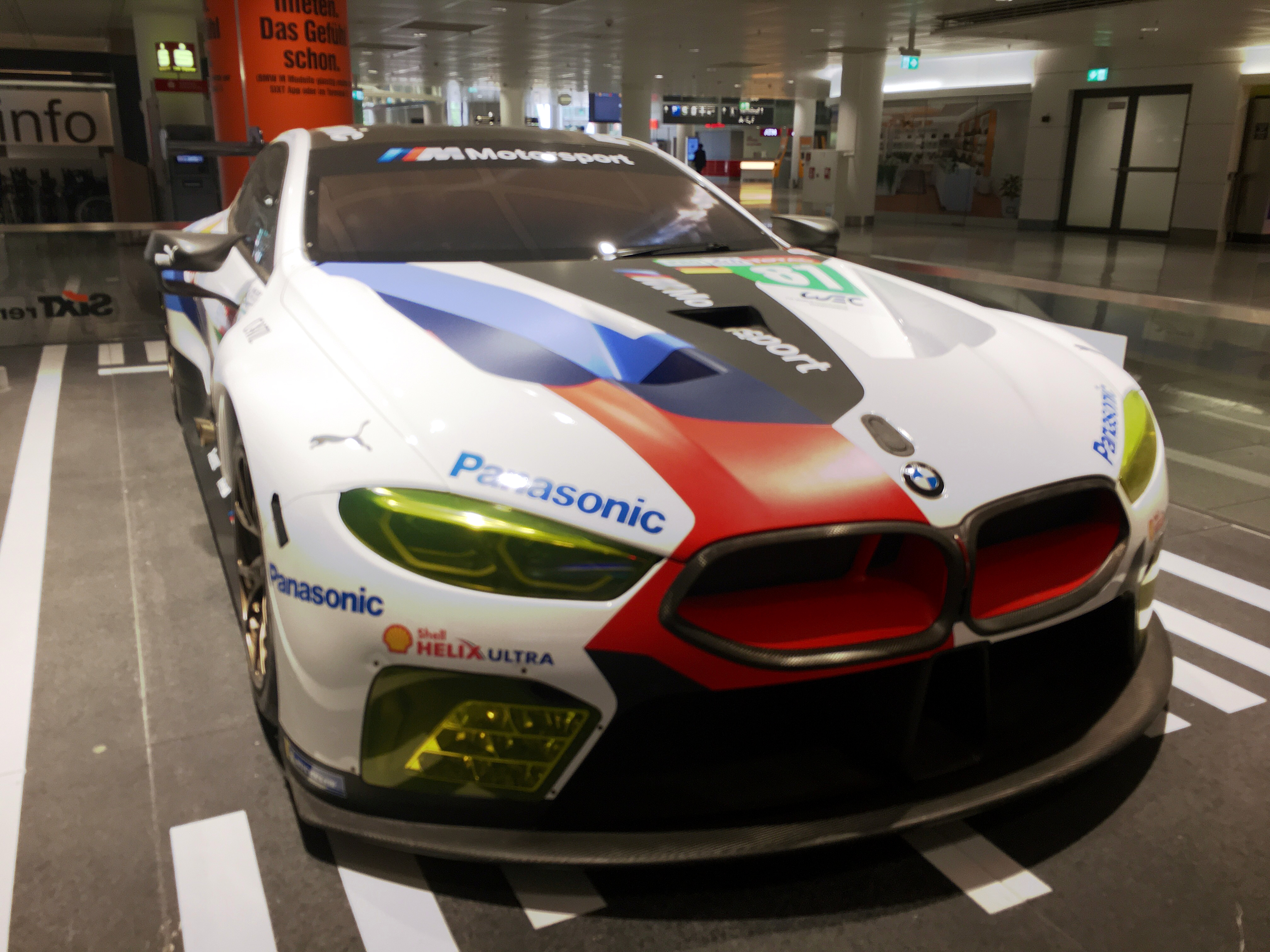
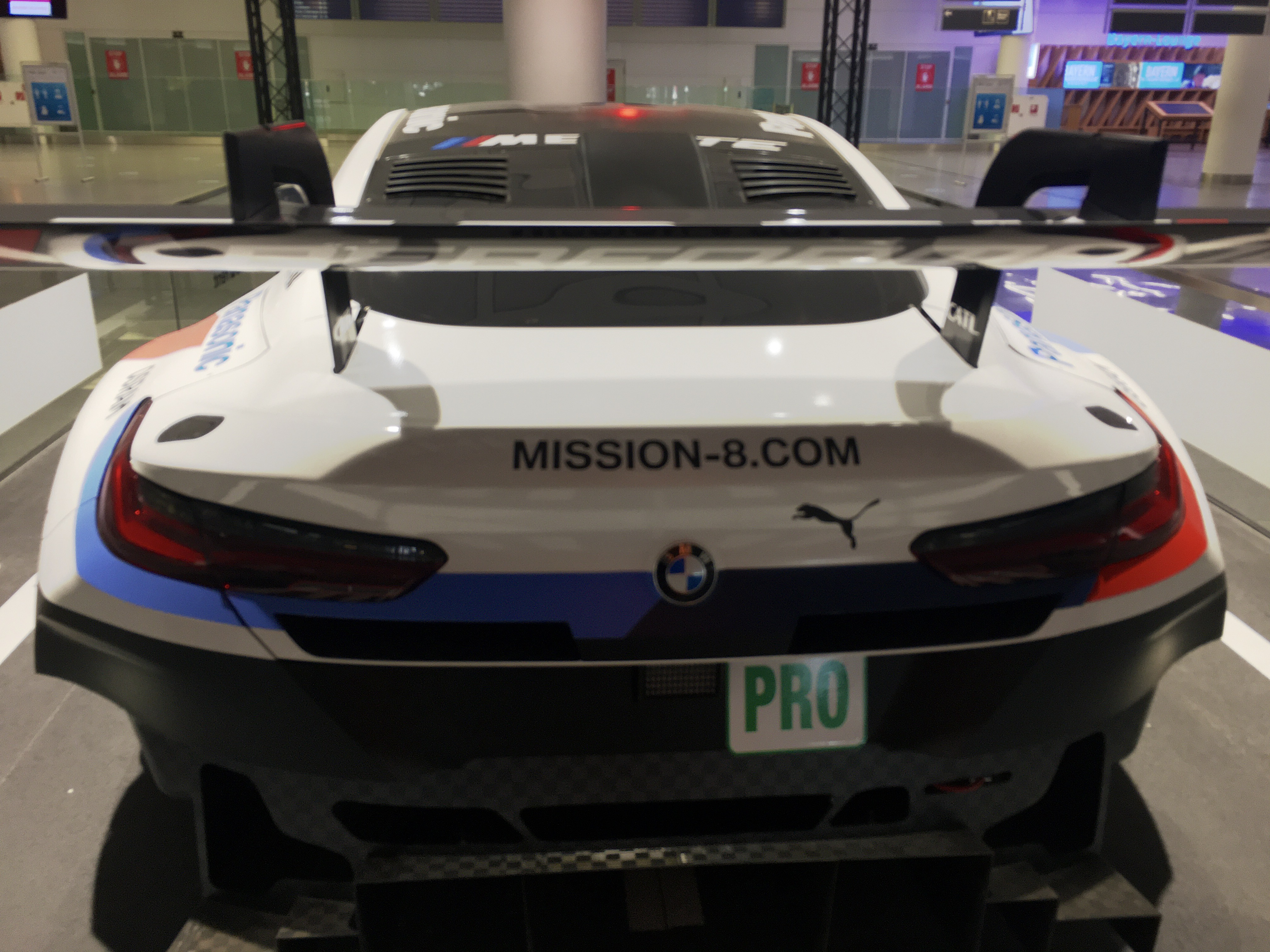